# Muhannad Tahir Osman
Muhannad Tahir Osman (Cassala, 3 dicembre 1984) è un calciatore sudanese, attaccante dell'Al-Hilal e della Nazionale sudanese.

## Carriera

### Club
Ha sempre giocato nel campionato sudanese.

### Nazionale
Ha esordito con la maglia della Nazionale nel 2007.